# Bratholm
Bratholm (norwegisch für Steile Insel), im englischen Sprachraum bekannt als Steepholm, ist eine Insel im Archipel der Südlichen Orkneyinseln. Sie ist die südlichste in der nördlichen Gruppe der Robertson-Inseln, liegt unmittelbar nördlich der Skilling-Insel und bildet die nördliche Begrenzung eines schiffbaren Kanals durch die Robertson-Inseln.
Die Entdeckung der Robertson-Inseln geht auf die Kapitäne George Powell und Nathaniel Palmer im Dezember 1821 zurück. Der norwegische Walfängerkapitän Petter Sørlle benannte die nördliche Gruppe dieser Inseln ohne die Matthews-Insel, die er nach seiner Vermessung zwischen 1912 und 1913 irrtümlich für einen Teil der Coronation-Insel hielt, zunächst als Bratholm, später von ihm in die Pluralform Bratholmene korrigiert. Der Name Bratholm wurde von anderer Seite auf die hier beschriebene Insel begrenzt. Das UK Antarctic Place-Names Committee übertrug die Benennung in die englische Form Steepholm nach einer Vermessung der Insel durch den Falkland Islands Dependencies Survey zwischen 1948 und 1949.